# Confiança organizacional
Confiança organizacional refere-se "à relação estabelecida com o sistema formal, sendo baseada em leis, regulamentos e nas práticas que mantêm a organização como um todo". A confiança é essencial  na construção de relacionamentos humanos. No âmbito de uma organização funcional como um fator de coesão social, facilitando a adaptação das pessoas a essa organização e contribuindo para a sobrevivência dessa organização no ambiente em que esta inserida.
A confiança organizacional , pode ser definida como "aquela que o empregado tem na hierarquia mais alta da organização e na gerência superior". A confiança pode ser estudada como um fenômeno que "ocorre dentro e entre as organizações ou, ainda, por intermédio das pessoas que compõem o quadro hierárquico de uma organização". 

## Consequências
A confiança facilita a troca e compartilhamento de informações, aumenta a disposição das pessoas para expressar suas opiniões. Grupos confiáveis tem melhor rendimento no trabalho, pois tendem a ser mais motivados. Buscam realizar um esforço extra para ajudar os outros e atingir os objetivos da organização.

## Modelos
As bases da confiança organizacional compreendem a confiança disposicional e a confiança baseada no histórico. Confiança disposicional pode ser definida como característica mais ou menos estável da personalidade, ligada a fatores culturais. A confiança baseada no histórico é construída através da acumulação de informações sobre as disposições, intenções e motivações das partes ao longo do histórico da relação entre elas.